# روان‌وردی

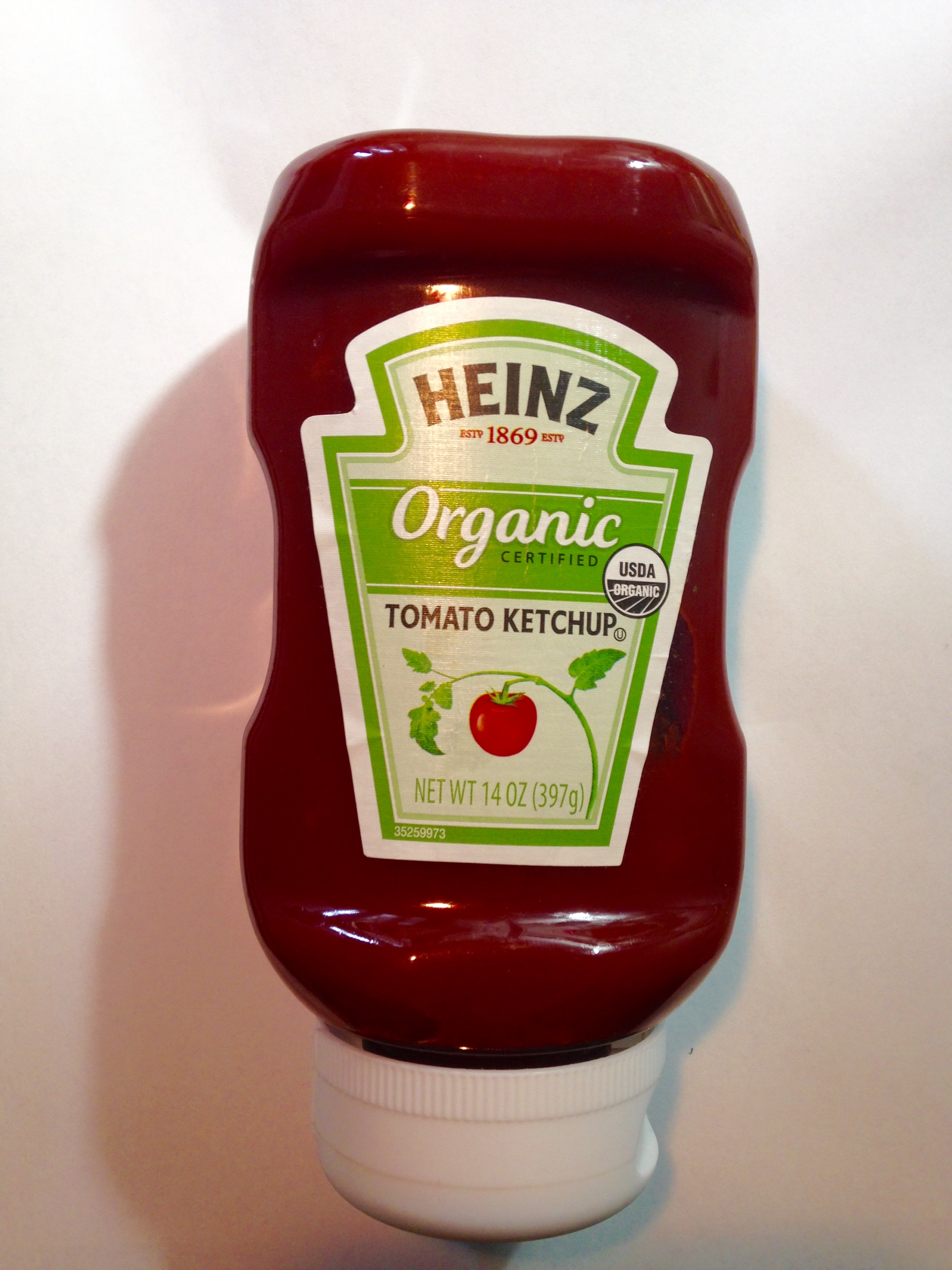
سوس گوجه‌فرنگی که در اثر تکان و عدم حرکت روان‌وَردی شده است.

تمایل برخی ژله‌ها و امولسیون‌ها به آبگونه شدن در اثر تکان و دوباره سفت شدن در اثر عدم حرکت را روان‌وَردی یا تیکسوتروپی (به انگلیسی: Thixotropy) می‌گویند.
روان‌وردی خاصیتی است در آن دسته از سیالات که در شرایط عادی گران‌رو هستند، ولی در طی زمان، با هم‌زدن روان‌تر می‌شوند.
روان‌وردی به پدیدهٔ کاهش گران‌روی ظاهری سیالات تحت تنش برشی ثابت با گذشت زمان گفته می‌شود. روان‌وردی نوعی کار نرمی است که در آن با حذف تنش برشی خارجی، گران‌روی به حالت قبل بازمی‌گردد. مدل هایی برای تعیین مقدار تنش برشی در مقالات ارایه شده است.  
افزایش گران‌رَوی در طول زمان به‌صورت برگشت‌پذیر و در آهنگ برش خاص را پادروان‌وَردی (negative thixotropy,anti-thixotropy) می‌گویند.